# Särestads socken
Särestads socken i Västergötland ingick i Åse härad, ingår sedan 1971 i Grästorps kommun och motsvarar från 2016 Särestads distrikt.
Socknens areal är 22,35 kvadratkilometer varav 22,29 land. År 2000 fanns här 334 invånare.  Kyrkbyn Särestad med sockenkyrkan Särestad-Bjärby kyrka ligger i socknen.

## Administrativ historik
Socknen har medeltida ursprung.
Vid kommunreformen 1862 övergick socknens ansvar för de kyrkliga frågorna till Särestads församling och för de borgerliga frågorna bildades Särestads landskommun.
Enligt beslut den 30 september 1949 överfördes ett område (Noleby Länsmansgården 1:26-1:28) omfattande en areal av  0,07 km² land i avseende på fastighetsredovisningen från Särestads socken till Tängs socken. Området hade sedan tidigare ingått i Tängs landskommun och församling.
Landskommunen uppgick 1952 i Grästorps landskommun som 1971 ombildades till Grästorps kommun. Församlingen utökades 2002.
1 januari 2016 inrättades distriktet Särestad, med samma omfattning som församlingen hade 1999/2000.  
Socknen har tillhört län, fögderier, tingslag och domsagor enligt vad som beskrivs i artikeln Åse härad. De indelta soldaterna tillhörde Västgöta-Dals regemente, Livkompaniet och Västgöta regemente, Barne kompani.

## Geografi
Särestads socken ligger sydväst om Lidköping. Socknen är en uppodlad slättbygd med visst inslag av skog.
Riksväg 44 genomkorsar socknen.

## Fornlämningar
Från bronsåldern finns en hällristning och skålgropsförekomster. Från järnåldern finns gravfält och en domarring. En runsten har påträffats vid kyrkan.

## Namnet
Namnet skrevs 1338 Säristadhum och kommer från en gård eller by. Efterleden är sta(d), 'gård, plats'. Förleden kan inenhålla mansnamnet Säridh.